# چیکی آردیل
چیکی آردیل (اسپانیایی: Chiky Ardil‎؛ زادهٔ ۱۷ آوریل ۱۹۸۸) بازیکن فوتبال اهل اسپانیا است.
وی همچنین در تیم ملی فوتبال ساحلی اسپانیا بازی کرده‌است.